# Marian Millen
Marian Millen (Gravestend, 3 marzo 1956) è un'ex cestista inglese.

## Carriera
Con l'Inghilterra ha disputato i Campionati europei del 1980.